# Chiatra
Chiatra (en idioma corso Chjatra) es una comuna y población de Francia, en la región de Córcega, departamento de Alta Córcega.
Su población en el censo de 1999 era de 190 habitantes.

## Demografía
| 229 | 229 | 206 | 194 | 162 | 190 |
| Para los censos de 1962 a 1999 la población legal corresponde a la población sin duplicidades (Fuente: INSEE [Consultar]) |     |     |     |     |     |